# Xiang Yanmei
Xiang Yanmei (13 de junho de 1992) é uma halterofilista chinesa, campeã olímpica. 

## Carreira
Xiang Yanmei competiu na Rio 2016, onde conquistou a medalha de ouro na categoria até 69kg.